# Мулан 2
„Мулан 2“ (на английски: Mulan II) е американски издаден директно на видео анимационен филм от 2004 г., продуциран от японския офис на Disneytoon Studios. Режисиран е от Даръл Руни и Лин Съдърланд. Продължение е на анимационния филм „Мулан през 1998 г.“, който включва песни, написани от Джеанин Тесори и Алекса Джънг. Някои от актьорския състав от първия филм се завръщат, изключвайки Еди Мърфи (Мушу), Мириам Марголис (Сватовницата), Джеймс Хонг (Чи-Фу), Крис Сандърс (Малкото братче) и Матю Уайлдър (Линг, вокал). Мърфи и Марголис са сменени съответно от Марк Мосли и Ейприл Уинчъл., Малкото братче е сменен от Франк Уелкър, а Геде Уатанабе пее в продължението.

## Актьорски състав
| Актьор         | Роля                       |
| -------------- | -------------------------- |
| Минг-На Уен    | Мулан                      |
| Леа Салонга    | Мулан (вокал)              |
| Би Ди Уонг     | Генерал Ли Шанг            |
| Луси Лиу       | Принцеса Мей Мей           |
| Бет Блейкъншир | Принцеса Мей Мей (вокал)   |
| Сандра О       | Принцеса Тинг-Тинг         |
| Джуди Кун      | Принцеса Тинг-Тинг (вокал) |
| Лорън Том      | Принцеса Су                |
| Манди Гонзалес | Принцеса Су (вокал)        |
| Геде Уатанабе  | Линг                       |
| Харви Фърщайн  | Яо                         |
| Джери Тондо    | Чиен-По                    |
| Марк Мосли     | Мушу                       |
| Пат Морита     | Императорът на Китай       |
| Джордж Такеи   | Пратоецът                  |
| Джун Форей     | Баба Фа                    |
| Фреда Фо Шен   | Фа Ли                      |
| Франк Уелкър   | Кри-Ки/Малкото братче      |
| Сун-тек Оу     | Фа Зу                      |
| Ейприл Уинчил  | Сватовницата               |
| Джилиън Хенри  | Ша-Рон                     |
| Кеоне Йънг     | Лорд Цин                   |

## Саундтрак
Саундтракът съдържа песни от филма, изпълнени от различни артисти, както и порции на филмовата музика, композирана от Джоел Макнийли. Пуснат е на 25 януари 2005 г. от Уолт Дисни Рекърдс.
Всички песни са написани от Джеанин Тесори и Скот Ериксън.
| №   | Име                               | Изпълнител(и)                               | Време |
| --- | --------------------------------- | ------------------------------------------- | ----- |
| 1.  | Lesson Number One                 | Леа Салонга и Хор                           |       |
| 2.  | Main Title                        |                                             |       |
| 3.  | Like Other Girls                  | Джуди Кън, Бет Блейкъншип и Манди Гонзалес  |       |
| 4.  | A Girl Worth Fighting For (Redux) | Геде Уатанабе, Харви Фърстийн и Джери Тондо |       |
| 5.  | Here Beside Me                    | Хейли Уестенра                              |       |
| 6.  | (I Wanna Be) Like Other Girls     | Атомик Китън                                |       |
| 7.  | The Journey Begins                |                                             |       |
| 8.  | In Love and in Trouble            |                                             |       |
| 9.  | The Attack                        |                                             |       |
| 10. | Shang Lives!                      |                                             |       |
| 11. | Here Beside Me                    |                                             |       |

## В България
В България филмът е излъчен по HBO през 2017 г. с български войсоувър дублаж на Доли Медия Студио.